# 丸山優真
丸山 優真（まるやま ゆうま、1998年6月3日 - ）は、日本の陸上選手。十種競技を専門とする。
貝塚市立第四中学校、大阪府立信太高等学校、日本大学を卒業し、住友電工所属。

## 成績
出典：
- 2023年世界陸上競技選手権大会 - 15位
- 2016年アジアジュニア陸上競技選手権大会 - 十種競技優勝
- 2022年アジア競技大会 - 十種競技3位
- 2023年アジア陸上競技選手権大会 - 十種競技優勝
- 2023年アジア室内陸上競技選手権大会、2024年アジア室内陸上競技選手権大会 - 七種競技優勝
- 日本選手権 - 十種競技優勝（2023年、2024年）